# アルベルト・パシーニ
アルベルト・パシーニ（Pietro Maria Alberto Pasini、1826年9月3日 - 1899年12月15日）はイタリア生まれの画家、版画家である。中東の風景を描いた。

## 略歴
現在のパルマ県のブッセートの高級役人の息子に生まれた。2歳の時、父親が亡くなり、母親とパルマの叔父の家に移った。叔父のアントニオ・パシーニは画家で、パルマの有名な出版業者、ジャンバッティスタ・ボドニ (Giambattista Bodoni)のために働いていた。17歳でパルマの美術学校に入学し、風景画を学び、美術学校の校長で版画家のパオロ・トスキ(Paolo Toschi: 1788–1854)から版画を学んだ。 
1848年に第一次イタリア独立戦争のパルマ従隊(colonna di Modena)に参加し、しばらくトリノに滞在した後、1851年にパリに移り、トスキの指示で、版画家のルイ＝ピエール・アンリケル＝デュポン(Louis-Pierre Henriquel-Dupont: 1797-1892)の工房に入った。アンリケル＝デュポンに、水彩画家で版画家のウジェーヌ・シセリ(Eugène Cicéri: 1813–1890)を紹介された。シセリはバルビゾン派の影響を受けて活動した画家である。1853年にパリのサロンに出展した。1854年にテオドール・シャセリオーの工房に移り、油絵を学び、シャセリオーのオリエンタリズムの絵画に影響を受けた。
1855年にシャセリオーの推薦で、フランスの外交使節団に記録画家として同行することになり、ペルシャ、トルコ、シリア、アラビア、エジプトを旅する機会を得た。この旅で多くの習作やスケッチを描き、後の絵画作品の材料を得た。フランスに戻った後は、カンヌなどでも活動した。その後も何度か中東を旅した。1870年に普仏戦争が始まると、イタリアに戻りトリノのCavorettoに住み、そこで亡くなった。
ナポレオン三世の時代にレジオンドヌール勲章を受勲し、1878年にイタリア政府から聖マウリッツィオ・ラザロ勲章を受勲した。

## 作品

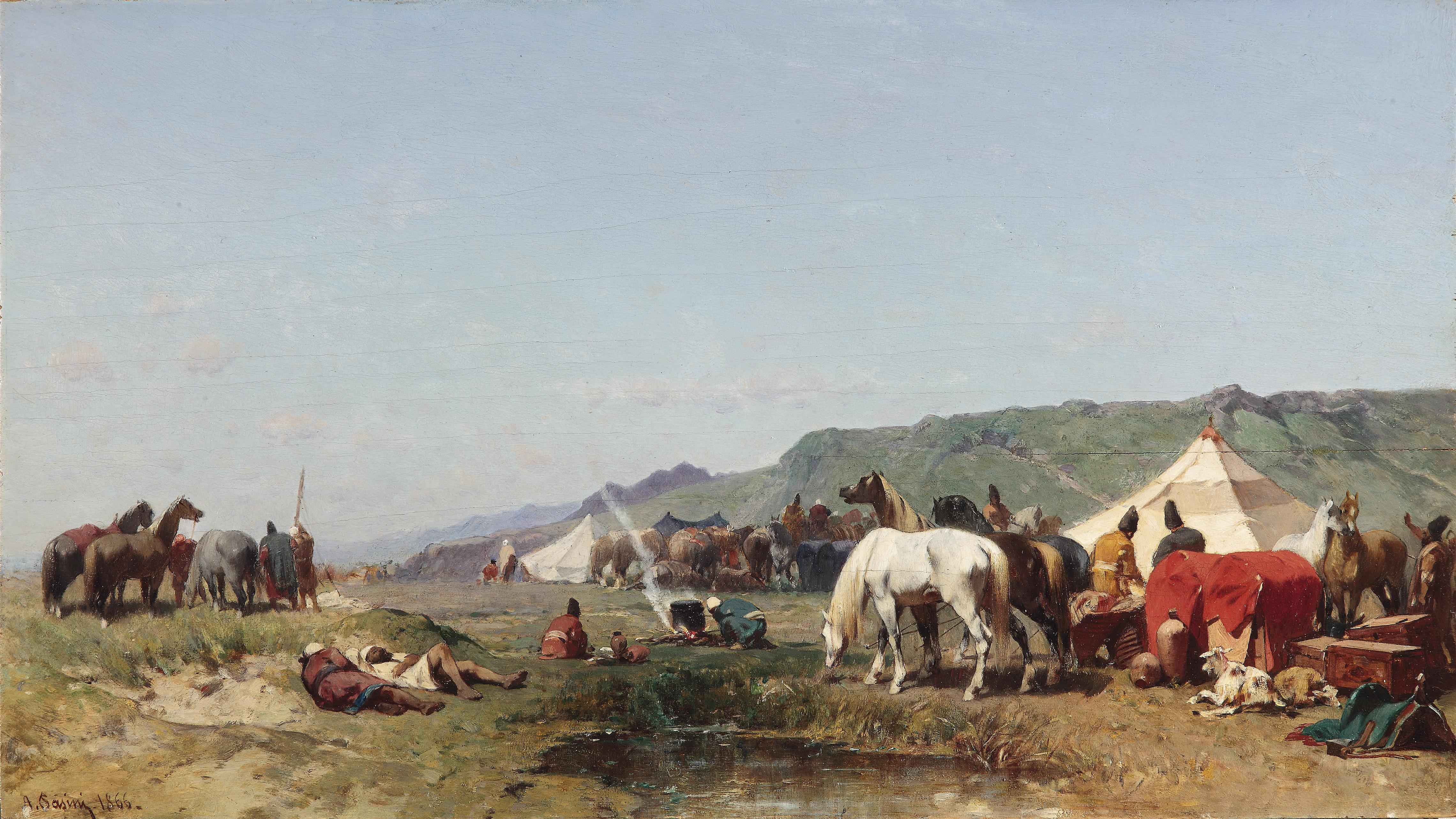
アラブの野営地
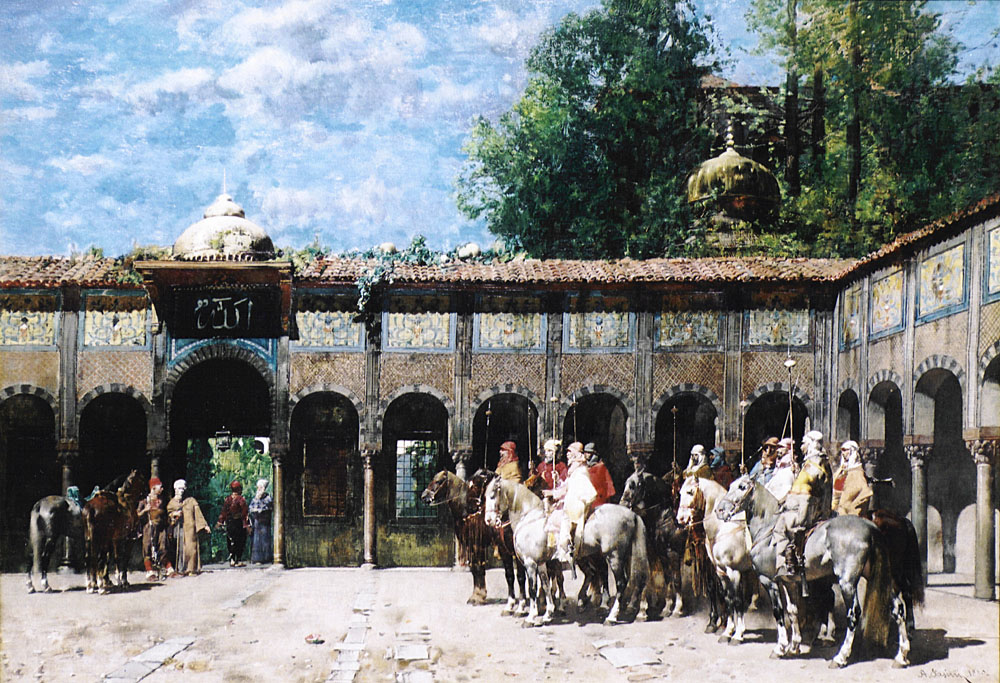
アラブの騎兵隊
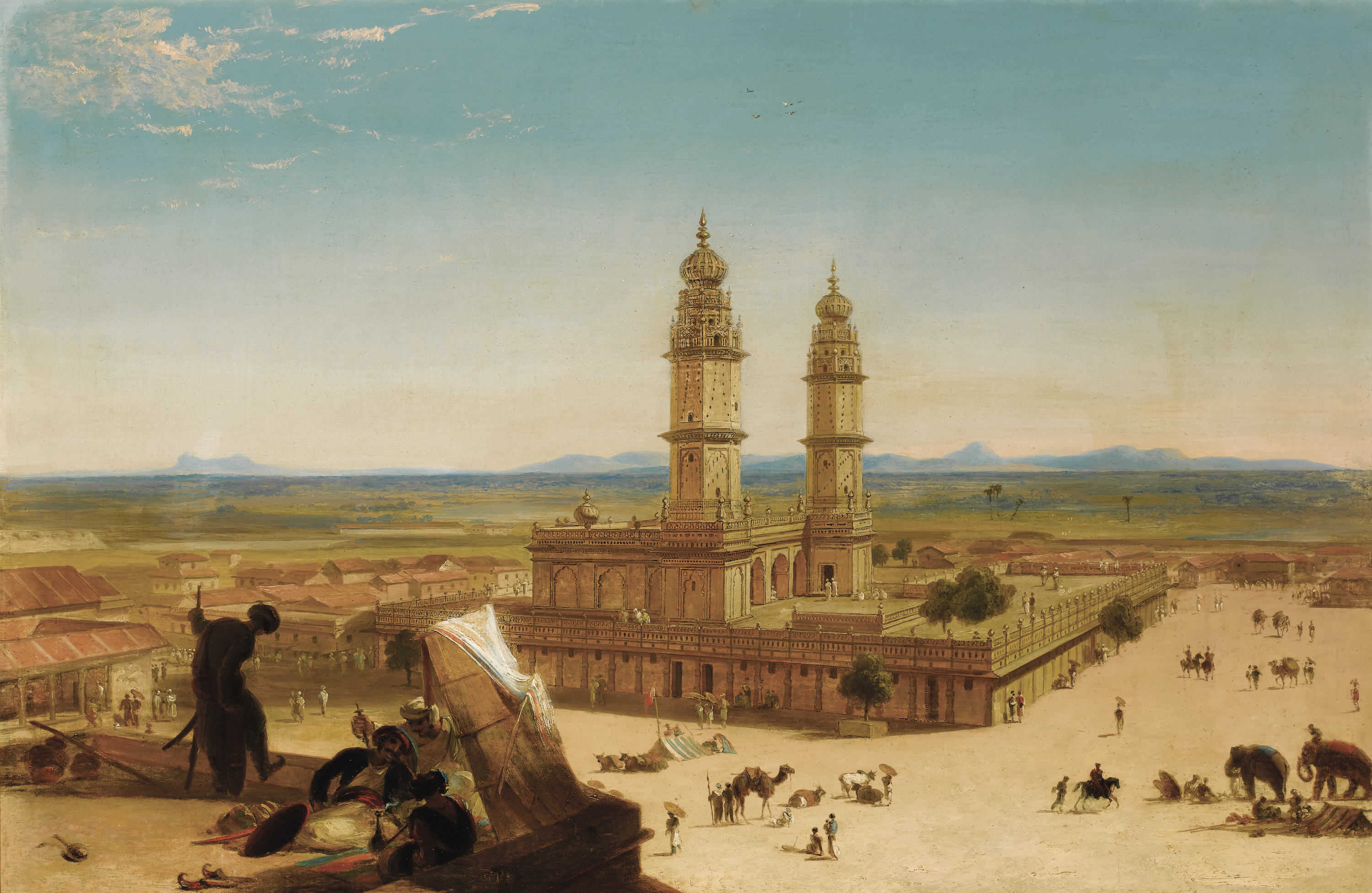
モスクのあるオリエントの風景

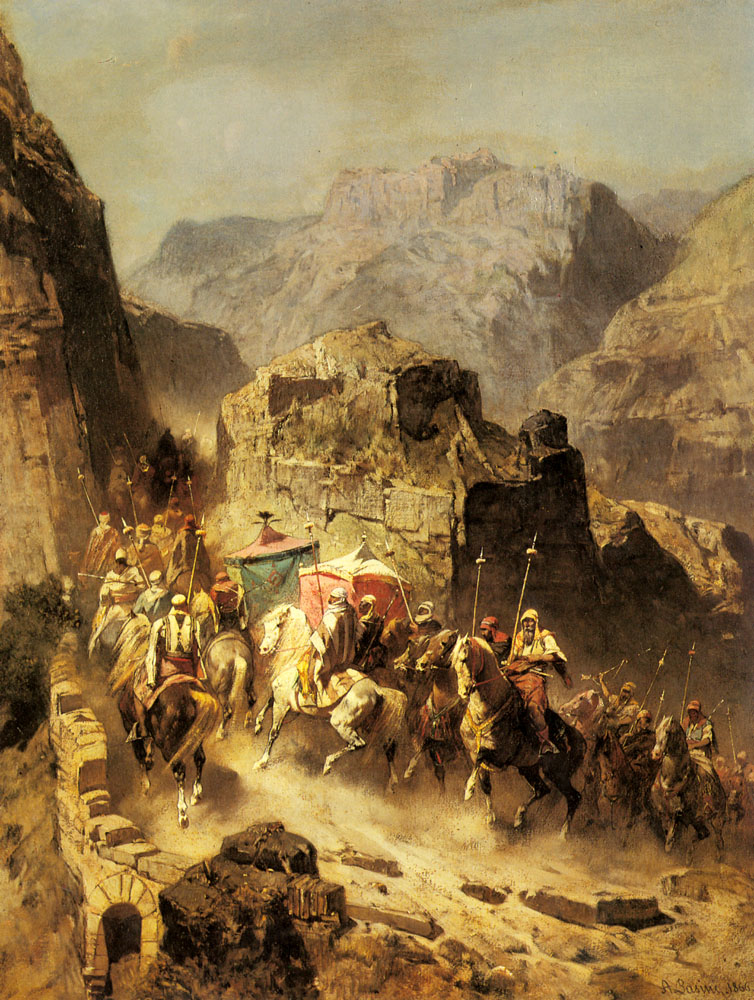
アラビアの隊商
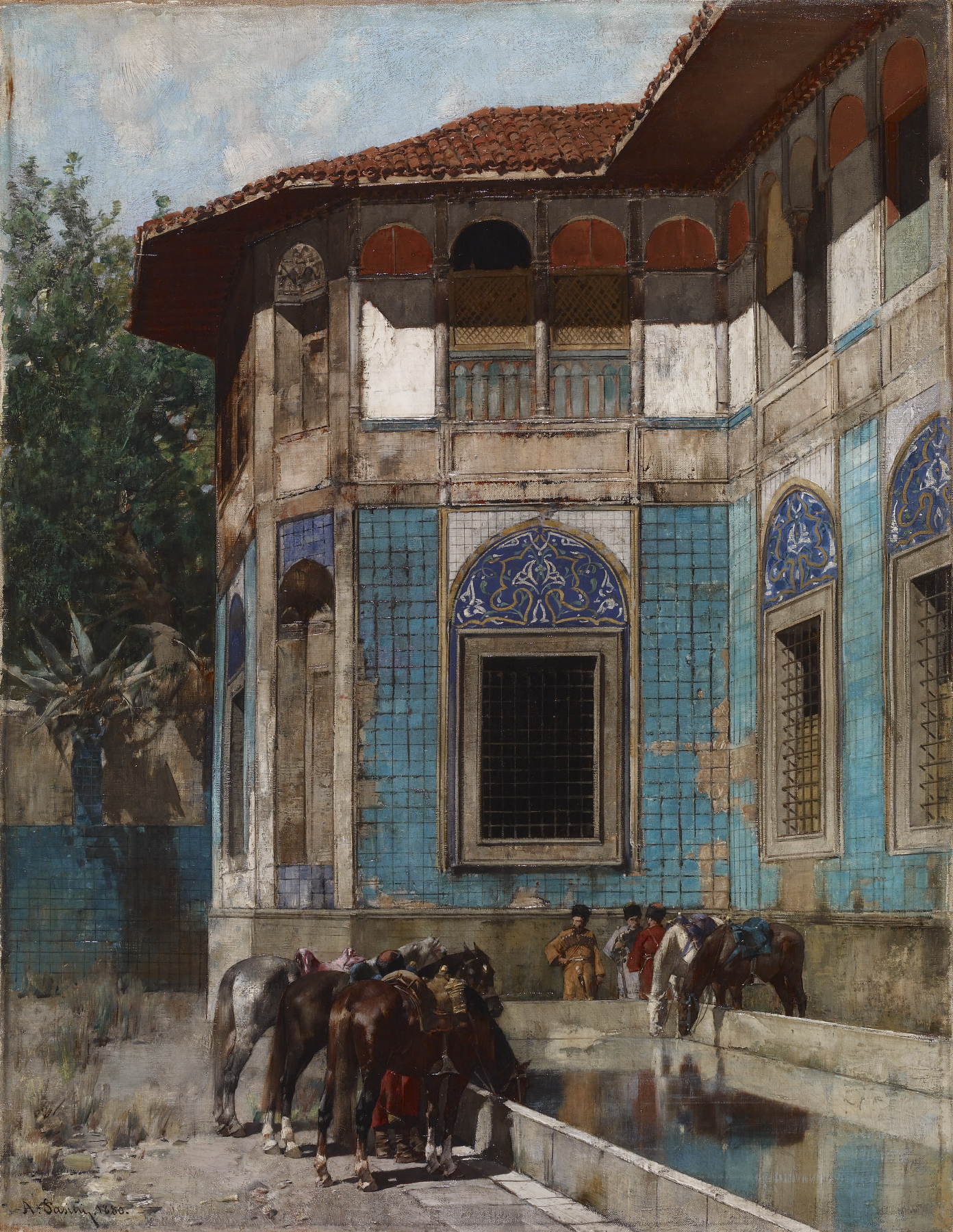
ダマスカス
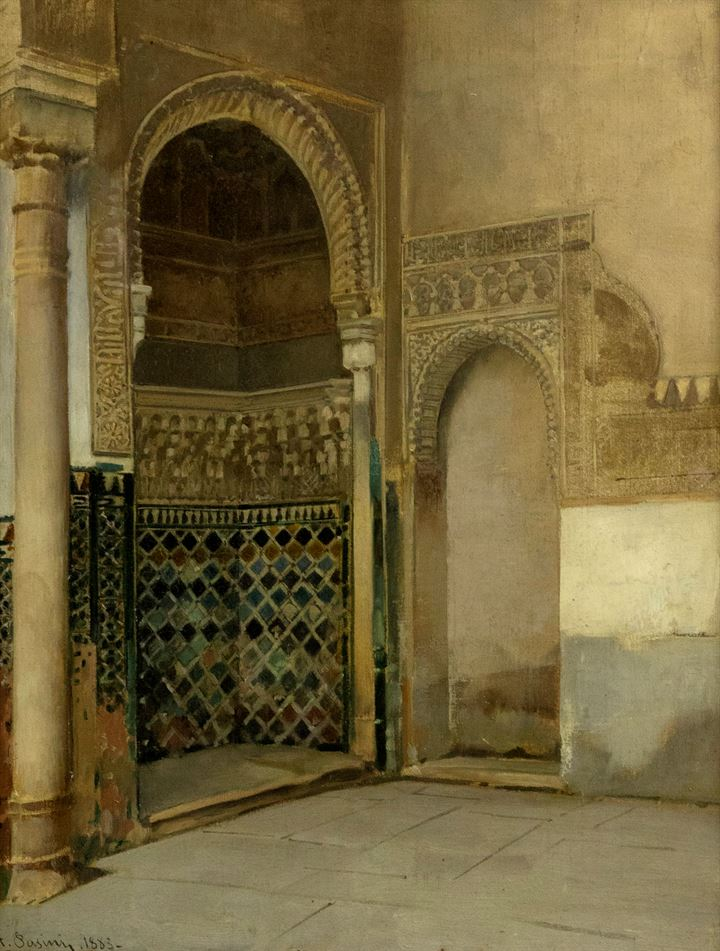
アルハンブラの見張り所
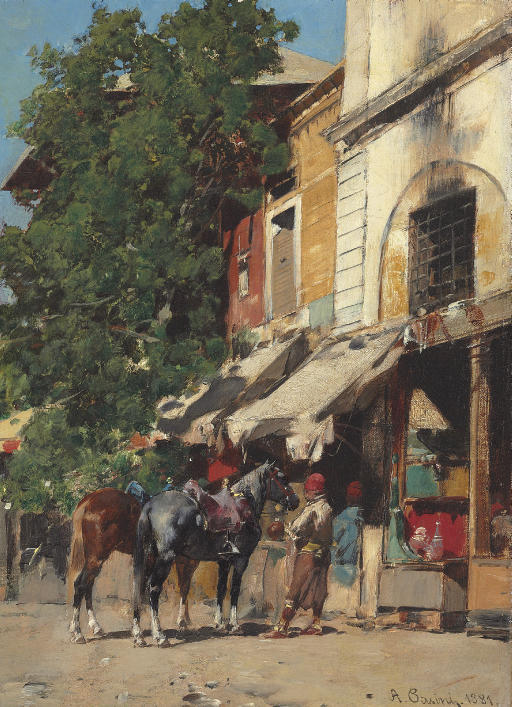
イスタンブールの市場